# Lohmannia coreana
Lohmannia coreana är en kvalsterart som beskrevs av Choi 1985. Lohmannia coreana ingår i släktet Lohmannia och familjen Lohmanniidae. Inga underarter finns listade i Catalogue of Life.